# Lawrence Ongman
Laurentius Lawrence Nikanor Ongman, född 2 november 1896 i Örebro, död 17 juli 1972 i Göteborg, var en svensk-amerikansk äventyrare och målare.
Han var son till John Ongman och Hanna Holmgren. Ongman utvandrade till Amerika vid 15 års ålder för att bo hos släktingar där försörjde han sig som bland annat dräng, cowboy, affischmålare, dekoratör och timmerfällare. En tid försörjde han sig som stuntman, bland annat åt Harold Lloyd. Samtidigt bedrev han konststudier i San Francisco och utförde dekorativa glasmålningar på beställning. Efter hand blev uppdragen så många att han kunde sluta med alla tillfälliga arbeten och även studera konst i Paris. Senare övergick han mer och mer mot ett marinmåleri. Separat ställde han ut i bland annat Berkeley Kalifornien, Konstnärshuset i Stockholm, Funchal, Madeira, Los Angeles och Örebro. Hans konst består av marinmålningar från Stilla havet och miljöbilder från Vättern. Han bodde under flera år på Samoaöarna där han vid sidan av sitt målande sysslade med sitt intresse segling. Tillsammans med en kamrat seglade 1937–1938 över Atlanten utan hjälpmotor i 45-fots jolle från Göteborg till Martinique i Panama via Kap Verdeöarna. Slutligen återvände Ongman till Sverige och inredde en engelsk galeas till bostad och bodde på den i elva år innan båten sjönk i Kungälvs hamn 1972. Ongman är representerad på Örebro slott med en gipsform som föreställer hans far på äldre dar och på Örebro läns museum. Han är begravd på Nikolai kyrkogård i Örebro.

### Fotnoter
1. ↑  Örebro läns museum
2. ↑  SvenskaGravar